# Місцеві вибори в Одесі 2015
Місцеві вибори в Одесі 2015 — чергові вибори Одеського міського голови і Одеської міської ради, що відбулися 25 жовтня 2015 року.
Вибори відбулись за пропорційною системою, в якій кандидати закріплені за 64 виборчими округами. Для проходження до ради партія повинна набрати не менше 5 % голосів.
Міського голову обирали абсолютною більшістю: якби жоден кандидат не набрав 50 %+1 голосів, мав би бути призначений другий тур, до якого увійшли б два кандидати з найбільшою кількістю голосів.